# Acrosathe curvata
Acrosathe curvata är en tvåvingeart som beskrevs av Lyneborg 1986. Acrosathe curvata ingår i släktet Acrosathe och familjen stilettflugor. Inga underarter finns listade i Catalogue of Life.